# Vlasta Pittnerová
Vlasta Pittnerová (křtěná Vlastimila Jenovéfa Karolina Pittnerová, 1. ledna 1858, Polná – 8. března 1926, Praha) byla spisovatelka, autorka naivně realistických, často mravoučných próz ze života obyvatel Českomoravské vysočiny a zejména Žďárských hor.

## Život
Narodila se 1. ledna 1858 v Polné jako desáté, již nečekané dítě v rodině knihkupce a starosty města Antonína Pittnera. Prostředí, ve kterém vyrůstala, přálo kulturním a vlasteneckým zájmům. Její otec byl přítelem mj. Karla Havlíčka Borovského či Boženy Němcové, její matka Leopoldina byla dokonce kmotrou dcery Němcové – Theodory (1841).
V Polné vychodila triviální čtyřtřídku, poté absolvovala dvouletou dívčí měšťanskou školu v Hradci Králové, kde bydlela u svého bratra a jeho ženy (bratr byl o šestnáct let starší). Studium ji těšilo, velmi ráda četla, v rodné Polné hrála ochotnické divadlo, toužila stát se učitelkou. Z tohoto snu však sešlo, neboť jí nesloužilo zdraví a rodina se navíc dostala do finančních obtíží. Z tohoto důvodu se Pittnerová nemohla ani provdat podle svého přání – neměla dostatečné věno. 11. září 1883 se na naléhání rodiny, především otce, provdala za panského myslivce Josefa Vejmelku, 39letého vdovce se dvěma dospívajícími dcerami (ovdověl v květnu téhož roku), se kterým odešla do Sazomína u Žďáru. Později se přestěhovali do Polničky. Jejich manželství však nebylo šťastné – Vejmelka se ženil především proto, aby se mu měl kdo starat o domácnost a o děti, pro manželčiny literární ambice neměl pochopení a Pittnerová si nezískala ani nevlastní dcery – a zoufalá žena se nakonec odhodlala k tehdy odvážnému kroku – v roce 1893 od muže odešla a přestěhovala se do Prahy. Bydlela v malém skromném bytě v Letohradské ulici č. p. 1156 na Královských Vinohradech a žila především z honorářů za své povídky, romány a články, jež byly povětšinou uveřejňovány v různých časopisech (Zlatá Praha, Lady, Lumír), kalendářích, někdy i knižně. Bývá proto označována za první českou profesionální spisovatelku.
Život jí odmalička ztrpčovaly neustálé zdravotní problémy. Když žila v Praze, časté ježdění do lázní zatěžovalo její již tak skromný rozpočet. Když se přidal k nedobrému zdravotnímu stavu ještě šedý zákal, který jí znemožňoval práci a autonehoda, při které ji porazil automobil (1903), její stav se ještě zhoršil. V roce 1925 už docházela dvakrát až třikrát týdně do nemocnice. Zemřela 8. března 1926 v sanatoriu v Praze-Podolí ve věku 68 let. Podle jejího přání byla urna s popelem převezena do rodné Polné.

## Dílo
Zprvu přispívala do tehdy populárního Pečírkova kalendáře a do brněnské Nivy, měsíčníku pro literaturu, umění a veřejný život. Přátelila se s Eliškou Krásnohorskou, Karlem Václavem Raisem, F. A. Šubertem a dalšími slavnými osobnostmi té doby.
V roce 1893 přeložila z němčiny knihu Die Waffen nieder!, dílo pražské rodačky Berty Suttnerové, první ženy poctěné Nobelovou cenou za mír 1905, pod názvem „Odzbrojte!“ v roce 1896 a s dedikací „Památce Vojty Náprstka, iniciátora překladu knihy.“
Publikovala pod řadou pseudonymů: Mariana Turnovská, Ladislav Žďárský, V. Popelka, Vladimír Štěpánek, V. Hasenburská a řadou dalších. Ve své době byla velmi populární, patřila dokonce mezi nejvyhledávanější prozaické spisovatele.
Její mimořádně bohatá tvorba je literárními odborníky kritizována pro zjednodušené černobílé charakteristiky, sentimentalitu příběhů a schematická vyústění ve šťastný konec. Arne Novák se vyjádřil takto: „Starší sbírky jejích prostých povídek jsou cennější než pozdější její nadprodukce, shrnovaná od r. 1919 doposud do olomouckého vydání souborného“.
Jejího díla si váží etnografové,[kdo?] protože její popisy venkovského prostředí jsou velmi plastické a podrobné, navíc věrně zachycují lidovou mluvu z okolí Žďáru. Měla smysl pro život v lese, na vesnici, panství i v malém městě a prokreslovala radosti a bolesti typických krajových figurek. Cenný je u ní prvek národopisný, kulturně historický i lexikografický a frazeologický. Ve svých povídkách se dotkla mnoha oblastí národopisu – nářečí, kroje, architektura, svatební zvyky, lidová strava, kraslice a mnoho dalších. Samostatně vydala zvykoslovné dílo „Rokem a životem“.
Dokumentární znalost prostředí i naivní realismus přinesl větší oblibu povídkových sbírek, především na Moravě, kde autorka patřila k nejčtenějším spisovatelům. Publikovala také v časopise Český lid. Kromě toho se aktivně podílela na organizaci Národopisné výstavy českoslovanské v Praze v roce 1895. V horáckém statku dokonce prý sama obsluhovala. V katalogu výstavy popsala celé horácké oddělení a horácký statek.
V létě roku 1904 kontaktovala Olgu Fastrovou s návrhem, aby se ujala redigování nově vznikajícího čtrnáctideníku pro ženy, který měl nést jméno Vesna. Fastrová v červenci nabídku Pittnerové a mladoboleslavského vydavatele časopisu Karla Vačleny (mladšího) přijala.
Bývá uváděno, že napsala kolem dvou set titulů. Podle jejích osobních záznamů jí v letech 1891–1925 vyšlo 1424 textů, převážnou část však tvoří práce nevelkého rozsahu, fejetony apod. Mnohé její knihy byly vydány vícekrát (např. Forman Lacina – 1901,1928,1998 a 2005; Ze Žďárských hor – 1892, 1938 a 2001). V období 1945–1989 vyšla pouze jediná její publikace Uschlá kytice (1958). V letech 1990 až 2009 vyšlo tiskem více než 80 titulů Vlasty Pittnerové v celkem 183 vydáních (část titulů vyšla opakovaně).

### Knižně
- Tichý život (1885) [8]
- Starodávné selanky (1900) [9]
- Lidé a lesy (1910) – skizzy a obrázky [10]
- Paňátko (1917) [11]
- Starodávné obrázky (1931) [12]

## Posmrtné uznání
- V městské Husově knihovně v Polné je dílu rodačky Vlasty Pittnerové vyhrazen čestný kout.
- Ulice Vlasty Pittnerové je v Brně-Řečkovicích a v Polné.